# Хелевутслојс
Хелевутслојс (хол. Hellevoetsluis) је град Холандије у покрајини Јужна Холандија. Према процени из 2008. у граду је живело 109.196 становника.

## Партнерски градови
- Торбеј